# داريل كراوتش
داريل كراوتش (بالإنجليزية: Darrell Crouch)‏ هو مدير فني أمريكي، ولد في 9 يونيو 1964.